# 贝多芬纪念碑
贝多芬纪念碑（Pomník Ludwiga van Beethovena）位于捷克卡罗维发利城市南部边缘的斯洛文斯卡街（Slovenské ulice），靠近里士满公园酒店（Parkhotel Richmond）和邮局（Poštovní dvůr）。纪念碑立于1929年9月29日,作者是当地人雨果·乌赫（Hugo Uher）。
1964年，纪念碑公布为捷克文化遗产，编号 29321/4-893.。

## 历史
虽然德国作曲家路德维希·范·贝多芬更喜欢特普利采温泉，,但他也曾两次到访卡尔斯巴德（卡罗维发利）。 1812年7月27日，他第一次到访，从特普利采赶来，向私人医生斯塔德海默咨询；也可能与贵族赞助人进行财务谈判，直到8月7日离开。他的住处，现在是普普大饭店的所在地。在这里，他听说了7月26日巴登火灾惨剧的消息，8月6日，贝多芬与意大利作曲家帕格尼尼两位艺术家在波希米亚大厅（Českém sále）组织一次慈善音乐会。同年9月8日，贝多芬再次来到卡尔斯巴德，并与歌德有了一次难忘的会面，这是两位艺术家最后一次见面。

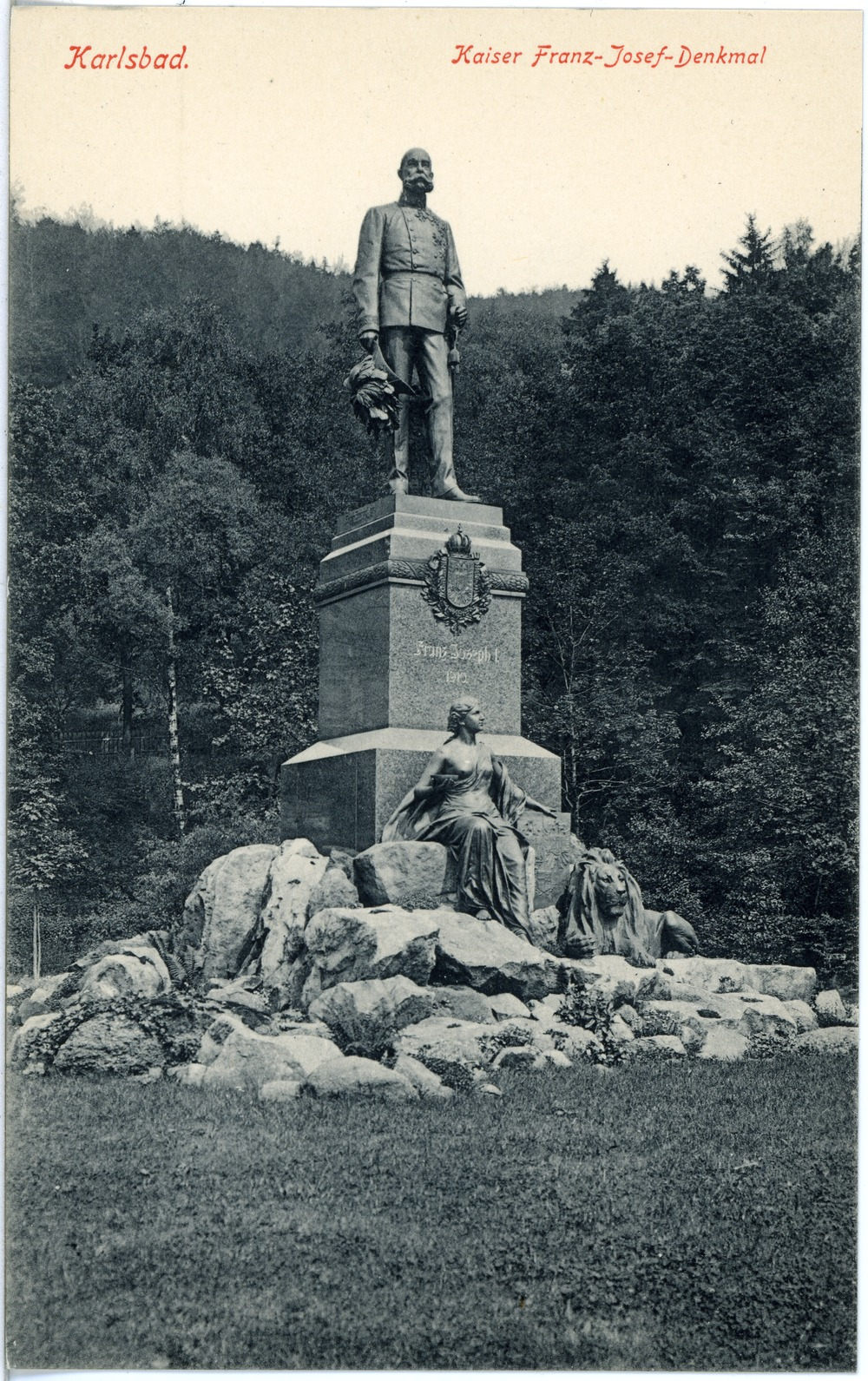
弗朗茨·约瑟夫一世皇帝纪念碑，1914年

1912年，在贝多芬两次访问卡罗维发利100周年之际，当地成立了一个委员会，讨论贝多芬纪念碑的建造。这项计划后来被第一次世界大战打断。不久之后捷克斯洛伐克国家成立，决定拆除弗朗茨·约瑟夫一世皇帝纪念碑，在其原址建立贝多芬纪念碑。赢得设计比赛的是当地雕塑家雨果·乌赫，他是布拉格艺术与设计学院苏查达教授的学生。原计划在贝多芬逝世100周年举行纪念碑的揭幕仪式，后来推迟到1929年9月29日揭幕。